# Східногерцеговинський діалект
Східногерцеговинський діалект (сербохорватська : istočnohercegovački / istokhercegovački) — найпоширеніший субдіалект штокавського діалекту сербохорватської мови як за територією, так і за кількістю носіїв. Він є діалектною основою для всіх сучасних літературних сербсько-хорватських стандартів: боснійської, хорватської, сербської та чорногорської.

## Поширення
Субдіалект охоплює більшу частину Боснії та Герцеговини, а також великі частини Хорватія, Сербії та Чорногорії. Ним також розмовляють у чотирьох селах у Словенії (Мілічі, Боянчі, Маріндол і Пауновичі), жителі яких є нащадками ускоків. Він складається з двох великих зон, які територіально розділені:
- Південно-східна зона, звідки він походить (східна Герцеговина, західна Чорногорія, західна Сербія, східна Боснія, Посавинське Подріння)
- Північно-західна зона (західна та північно-західна Боснія, північна Далмація з Горським Котаром, вужчі смуги Хорватії, частини Славонії та Бараньї та Жумберака)

Розмовляючи про такі великі території, східногерцеговинський діалект вступає в контакт з усіма іншими штокавськими діалектами, окрім діалектів Призренсько-Тімокської зони, а також на північному заході з діалектами двох інших західних південнослов’янських (хорватських) діалектів: чакавського та кайкавська. Ним також розмовляють у кількох анклавах на чакавських та кайкавських ареалах, а в кількох точках перетину він межує зі словенськими діалектами. На півночі він межує з Угорщиною, де ним також розмовляють у кількох анклавах уздовж кордону біля Дунаю, а також на околицях Будапешта. 
На півдні цей діалект охоплює територію між річкою Неретва та затокою річки Дубровачка, територію Дубровника та Дубровницького узбережжя, східну половину півострова Пелешац, острів Млет, Конавле та Герцеговинську область, уздовж Адріатичного узбережжя по всьому шляху до Рісно в Которській затоці. На території сучасної Чорногорії він охоплює Стару Герцеговину з Грахово, північну Плешивицю, Жупу, Луково, Дробнячі, Ускоці, Ровці, Колашин і Морачу.
У бурхливий період боснійської війни 1992–1995 рр., позначений масовими міграціями корінного населення, східногерцеговинські говірки значно поширилися на території Боснії та Герцеговини. Однак під час Хорватської війни за незалежність 1991–1995 років кількість носіїв східногерцеговинської мови значно зменшилася після втечі приблизно 300 000 хорватських сербів, усі з яких розмовляли цим діалектом. У післявоєнний період, коли біженці повертаються до своїх домівок, кількість мовців на території Хорватії неухильно зростає. 